# Louis LeBel (juge)
Pour les articles homonymes, voir Louis Lebel.
Louis LeBel est un juriste québécois et ancien juge de la Cour suprême du Canada, né le 30 novembre 1939 à Québec et mort dans la même ville le 8 juin 2023,.

## Famille et études
Louis LeBel est le fils de Me Paul LeBel et de Marguerite Sasseville. 
Il épouse Me Louise Poudrier le 28 août 1965, à Québec. Ils ont trois enfants : Paul, Catherine et François.
Il commence ses études au Collège des Jésuites de Québec puis étudie le droit à l'université Laval et est admis au Barreau du Québec en 1962. LeBel a obtenu une maîtrise en droit de l'Université de Toronto en 1966.

## Carrière
Il commence sa carrière à Québec en travaillant dans divers cabinets de 1963 à 1971, puis comme associé du cabinet Grondin, LeBel, Poudrier, Isabel, Morin & Gagnon, jusqu'en 1984. Il devient vice-président du Barreau du Québec, en 1982, puis Bâtonnier du Québec en 1983.
Il est nommé à la Cour d'appel du Québec le  28 juin 1984, puis à la Cour suprême du Canada le 7 janvier 2000 jusqu'au 30 novembre 2014, jour de ses 75 ans et de la retraite obligatoire de cette Cour.

## Distinctions
- 2017 : Compagnon de l'ordre du Canada[3]